# Вязовая (приток Добрянки)
Вязова́я (Больша́я Вязова́я) — река в России, протекает в Пермском крае.

## География
Устье реки находится в 19 км по левому берегу реки Добрянка. Длина реки составляет 13 км.

## Данные водного реестра
По данным государственного водного реестра России относится к Камскому бассейновому округу, водохозяйственный участок реки — Кама от города Березники до Камского гидроузла, без реки Косьва (от истока до Широковского гидроузла), Чусовая и Сылва, речной подбассейн реки — бассейны притоков Камы до впадения Белой. Речной бассейн реки — Кама.
Код объекта в государственном водном реестре — 10010100912111100009967.